# Zec Capitachouane
Pour les articles homonymes, voir Capitachouane.
La zec Capitachouane est une zone d'exploitation contrôlée (zec), située dans la municipalité de Senneterre (ville), dans la municipalité régionale de comté (MRC) de La Vallée-de-l'Or, dans la région administrative de l'Abitibi-Témiscamingue, au Québec, au Canada.

## Géographie
La zec couvre une région sauvage et entièrement forestière, connexe du côté nord-est au Réservoir Cabonga. La zec est située au sud-est de la ville de Val d'Or, au nord de la zec Petawaga et à l'ouest de la zec Festubert.
La zec comporte 88 lacs (dont 52 sont exploités pour la pêche) et dix rivières (dont cinq sont exploitées pour la pêche). Les deux plus grands lacs de la zec sont le lac Bouchette (973 ha) et le lac Landron (1 197 ha). Les autres principaux lacs sont : Aveluy, des trois baies, Bailleul, Bonaparte, Bimbo, Cather, Chip, Danin, Farrington, Fayolle, Fitzgerald, Fricourt, Graincourt, Gregg, Griffith, Harris, Hopkins, Kâmakadewagamik, Kean, Kessler, Leask, Lindsay, Loucks, Martin, Maxwell, Proville, Rawlinson, Reynolds, Rock, Rond, Simionescu, Thiepval, Weber et Young.
Les principales rivières sont: Bélinge, Festubert, Chochocouane et Capitachouane; le lac de tête de cette dernière (coulant vers le sud-ouest) est le lac Capitachouane. Les amateurs de plein air peuvent s'arrêter pour admirer des chutes sur la rivière Capitachouane.
Le camping sauvage est autorisé sur la zec, ainsi que l'installation d'une roulotte. L'accès au territoire se fait par la route 117, reliant Mont-Laurier à Val d'Or. La principale route forestière est la R0713. Les routes secondaires d'accès sont: R0715 et R0716.

## Faune
Certaines activités de chasse sur la zec sont contingentées selon les espèces, les périodes et le type d'engin de chasse. Le gibier contingenté concerne notamment l'orignal, l'ours noir, la gélinotte et le tétras. Les lacs foisonnent de plusieurs types de poissons: omble de fontaine, touladi, perchaude, brochet et doré jaune.

## Toponymie
Ce toponyme d'origine amérindienne de la nation algonquine signifie « long cours d'eau ». Trois toponymes utilisent le terme "Capitachouane": la zec, le lac et la rivière.
Le toponyme "Zec Capitachouane" a été officialisé le 5 août 1982 à la Banque des noms de lieux de la Commission de toponymie du Québec.